# Luzhanqi
Luzhanqi (chinesisch 陆战棋, Pinyin lùzhànqí) (lit. „Landschlacht-Schach“)  bzw. Junqi (軍棋 / 军棋,  jūnqí)  ist ein chinesisches Brettspiel für zwei Spieler, wobei es auch Versionen für vier Spieler gibt. Es weist viele Ähnlichkeiten mit Dou Shou Qi, Game of the Generals und dem westlichen Brettspiel Stratego auf. Das Ziel des Spiels ist es, die gegnerische Flagge zu erobern, wobei jeder Spieler nur über begrenztes Wissen über die gegnerische Aufstellung verfügt.

## Spielfeld

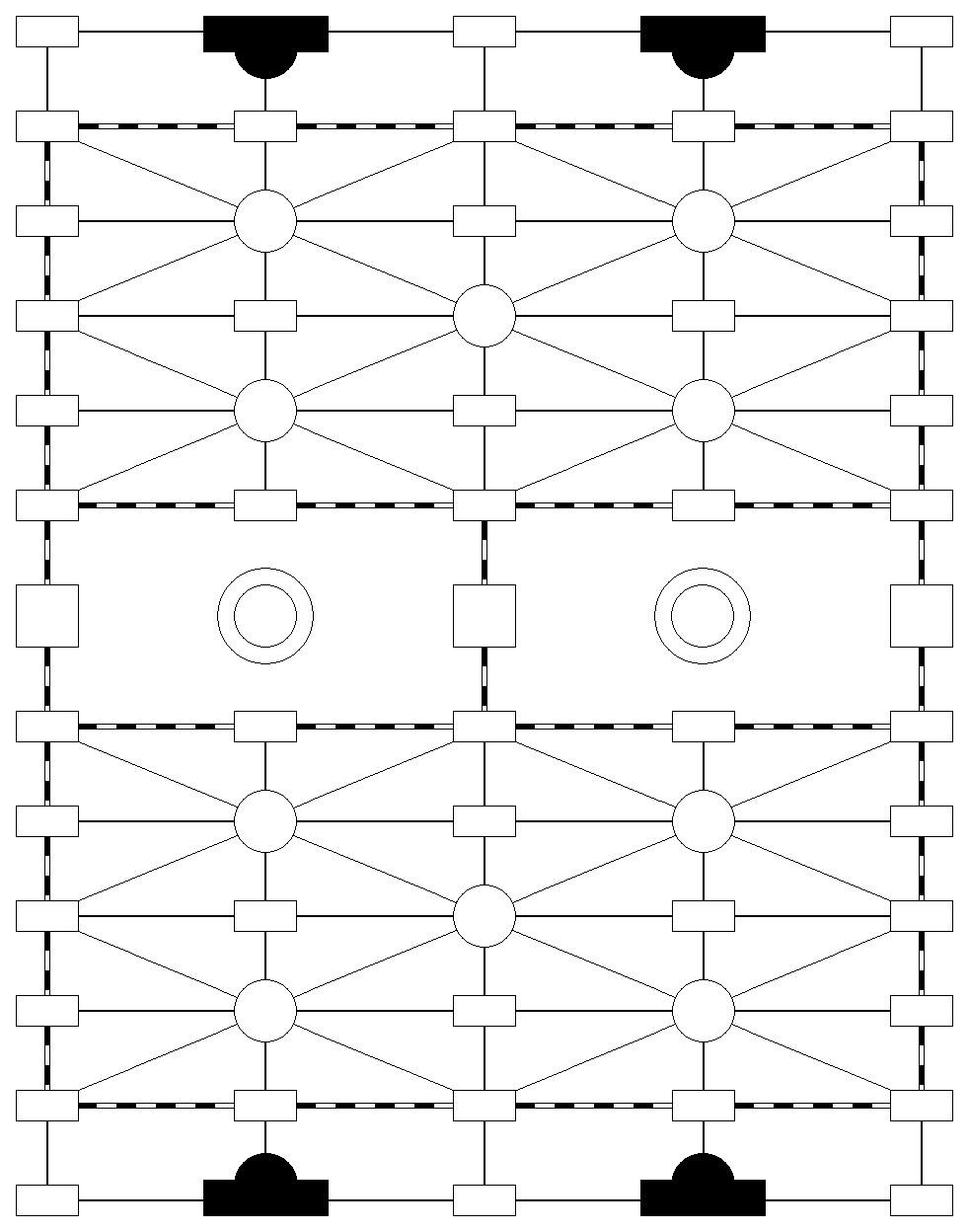
Spielfeld

Das Luzhanqi-Spielbrett hat eine Anzahl verschiedener Besonderheiten, welche Auswirkungen auf die Bewegung der Figuren haben:
- Soldatenstation: Ein gewöhnliches Feld, Figuren können es nach Belieben betreten und es kann angegriffen sowie erobert werden.
- Schienenweg: Eine Figur kann eine beliebige Anzahl von Räumen geradlinig reisen, solange keine andere Figur den Weg blockiert.
- Rastplatz: – Eine Figur auf dem Rastfeld kann nicht attackiert werden.
- Berge: – Figuren können sich nicht über diese zwei Räume bewegen, noch attackieren.
- Niemandsland: – Diese drei Felder sind die einzigen Felder, wo Figuren ins gegnerische Territorium eindringen können. Figuren können jedoch nicht auf ihnen stehen bleiben, sie können sie nur passieren.
- Hauptquartier: – Die Flagge muss auf einen dieser zwei Felder platziert werden.

## Figuren

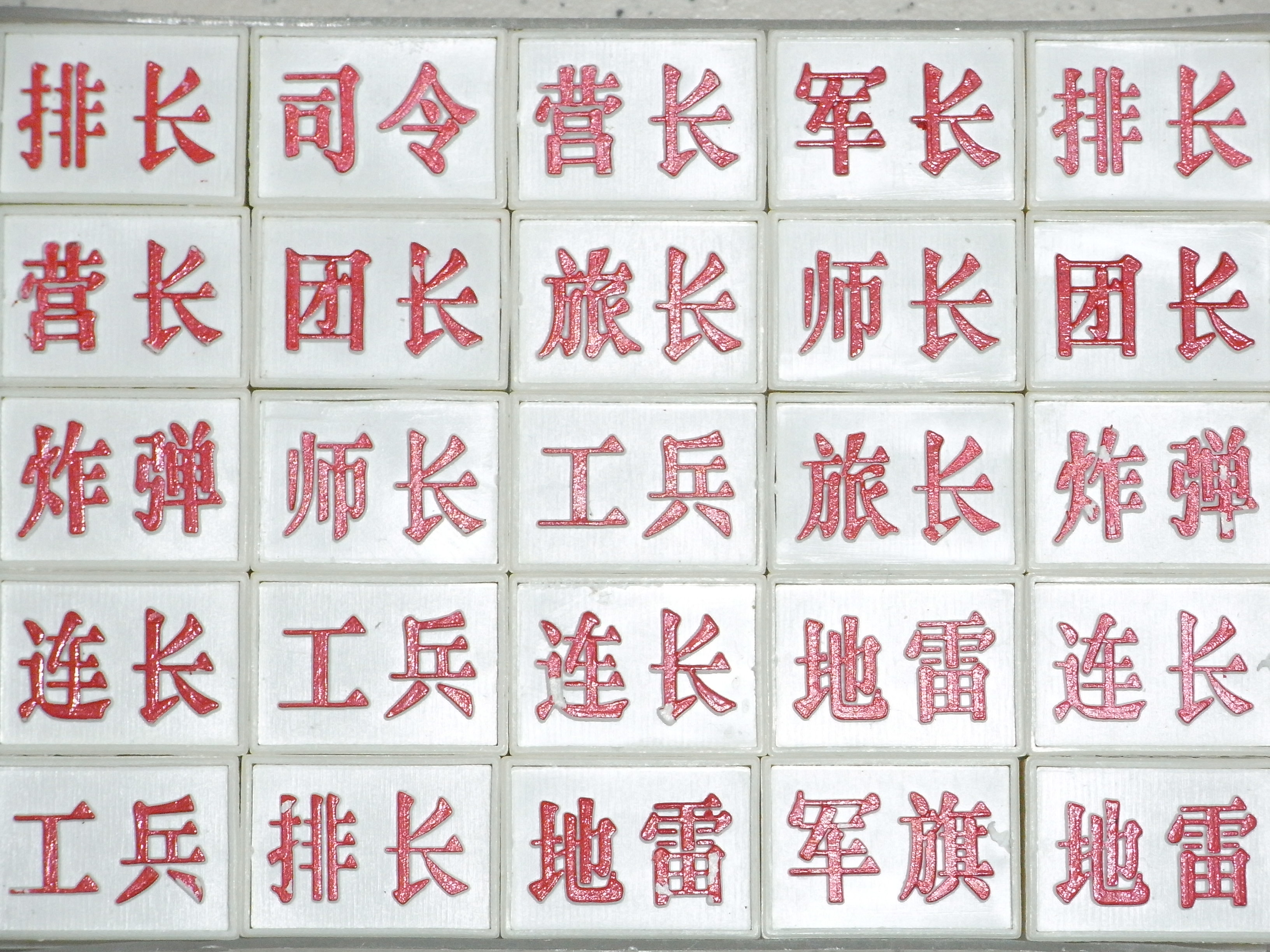
Figuren

Jeder Spieler hat 25 Figuren, welche bis auf die Farbe der Markierungen identisch sind. Hier ist eine Liste, geordnet nach Rang. Jeder Spieler hat:
- einen Feldmarschall (司令), Rang 9
- einen General (军长), Rang 8
- zwei Leutnants (师长), Rang 7
- zwei Brigadegeneräle (旅长), Rang 6
- zwei Obersts (团长), Rang 5
- zwei Majore (营长), Rang 4
- drei Kapitäne (连长), Rang 3
- drei Kolonnenkommandeure (排长), Rang 2
- drei Ingenieure (工兵), Rang 1 (siehe unten)
- zwei Bomben (炸弹) Rang 1 (siehe unten)
- drei Landminen (地雷)
- eine Flagge (军旗)

## Spielablauf
Beide Spieler beginnen, indem sie die Figuren auf ihrer Seite des Spielfelds aufstellen, mit den Rangzeichen zu ihnen gerichtet, so dass der Gegenspieler die Zeichen nicht sieht. Das Spiel läuft rundenweise ab, jeder Spieler bewegt eine Figur pro Runde. In jeder Bewegung darf eine Figur auf ein beliebiges angrenzendes Feld bewegt werden oder mit Schienenwegen auf entferntere Räume. Gelangt eine Figur auf ein Feld, das von einer gegnerischen Figur besetzt ist, wird der Rang beider Figuren verglichen (entweder von den Spielern oder von einem Schiedsrichter) und die Figur mit dem niedrigeren Rang vom Spielfeld entfernt. Haben beide den gleichen Rang, werden beide entfernt.
Es gibt einige Ausnahmen, da manche Figuren spezielle Besonderheiten und Fähigkeiten besitzen:
- Ingenieure sind die einzigen Figuren, die sich um Ecken bewegen können, während der Benutzung von Schienenwegen. Ingenieure können außerdem Landminen erobern, ohne vom Spielfeld entfernt zu werden.
- Bomben können jede andere Figur erobern, werden dadurch aber selbst im Ablauf vom Spielfeld beseitigt. Bomben dürfen am Anfang nicht in der Frontlinie (sechsten Reihe) platziert werden.
- Landminen erobern jede Figur, von der sie angegriffen werden(mit Ausnahme von Ingenieuren). Abhängig von den benutzten Regeln, werden Landminen nach einer Eroberung entweder vom Spiel entfernt oder nicht. Landminen dürfen am Anfang nur in der ersten und zweiten Reihe platziert werden und können sich nicht von ihrer Position bewegen.
- Die Flagge muss in der ersten Reihe in eines der beiden Hauptquartiere platziert werden. Sie kann ebenfalls nicht bewegt werden. Wird sie erobert, gewinnt der Spieler, der sie erobert hat.